# Cá voi đầu tròn vây ngắn
Cá voi đầu tròn vây ngắn (danh pháp hai phần: Globicephala macrorhyncus) là một loài cá trong Họ Cá heo đại dương. Cá voi đầu tròn vây ngắn con trưởng thành dài 3,5-6,5 mét chiều dài. Kích thước lúc mới sinh ra dài khoảng 1,4-1,9 m. Trong ẩm thực Nhật Bản, loài cá này là một món ăn.

## Hình ảnh

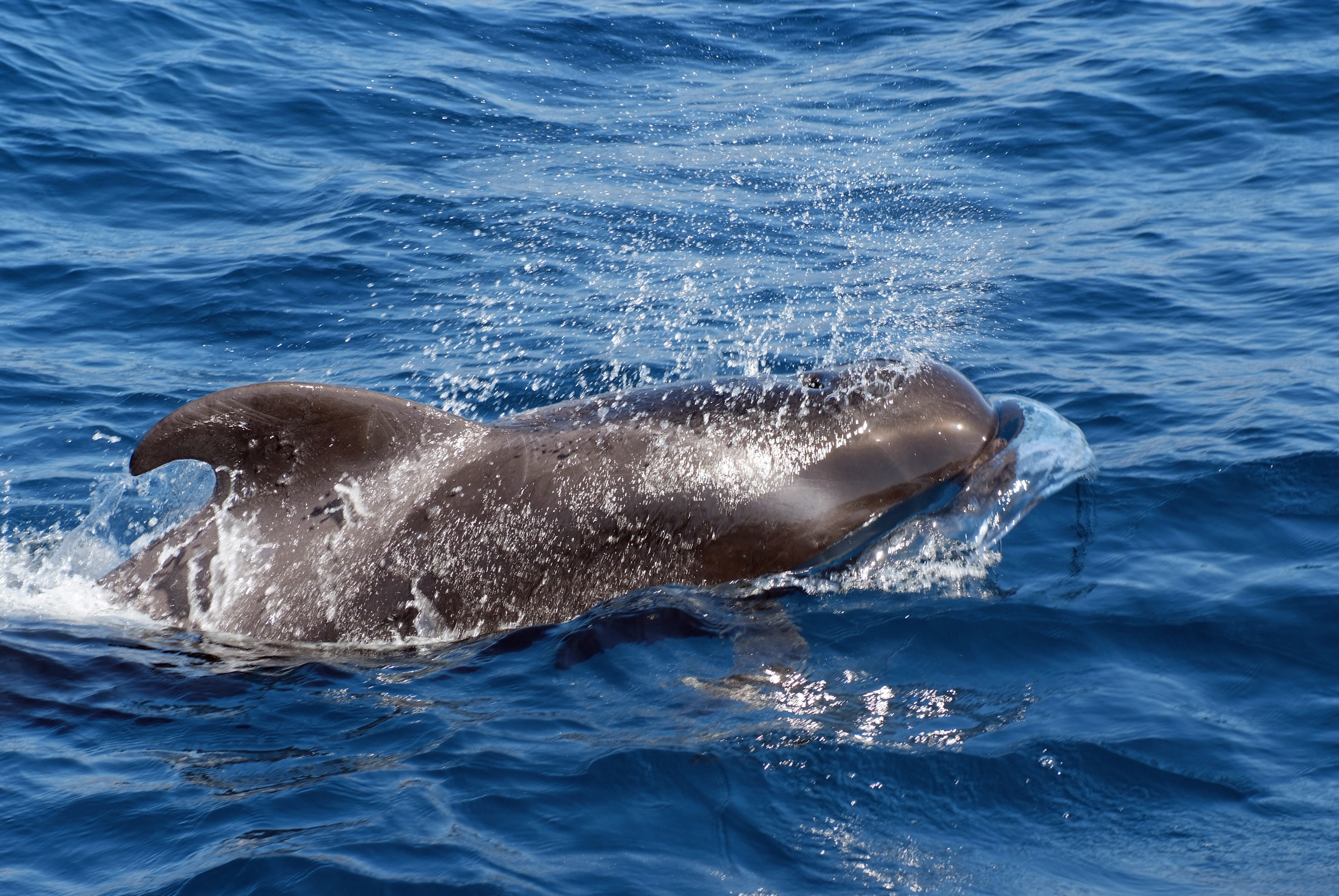
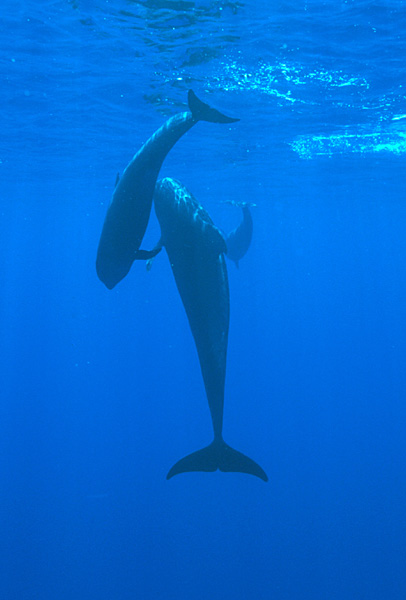
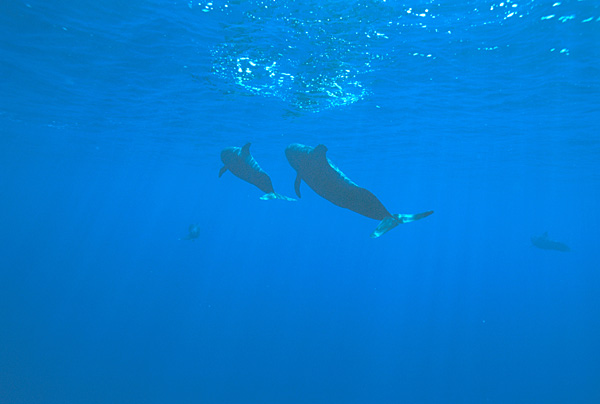
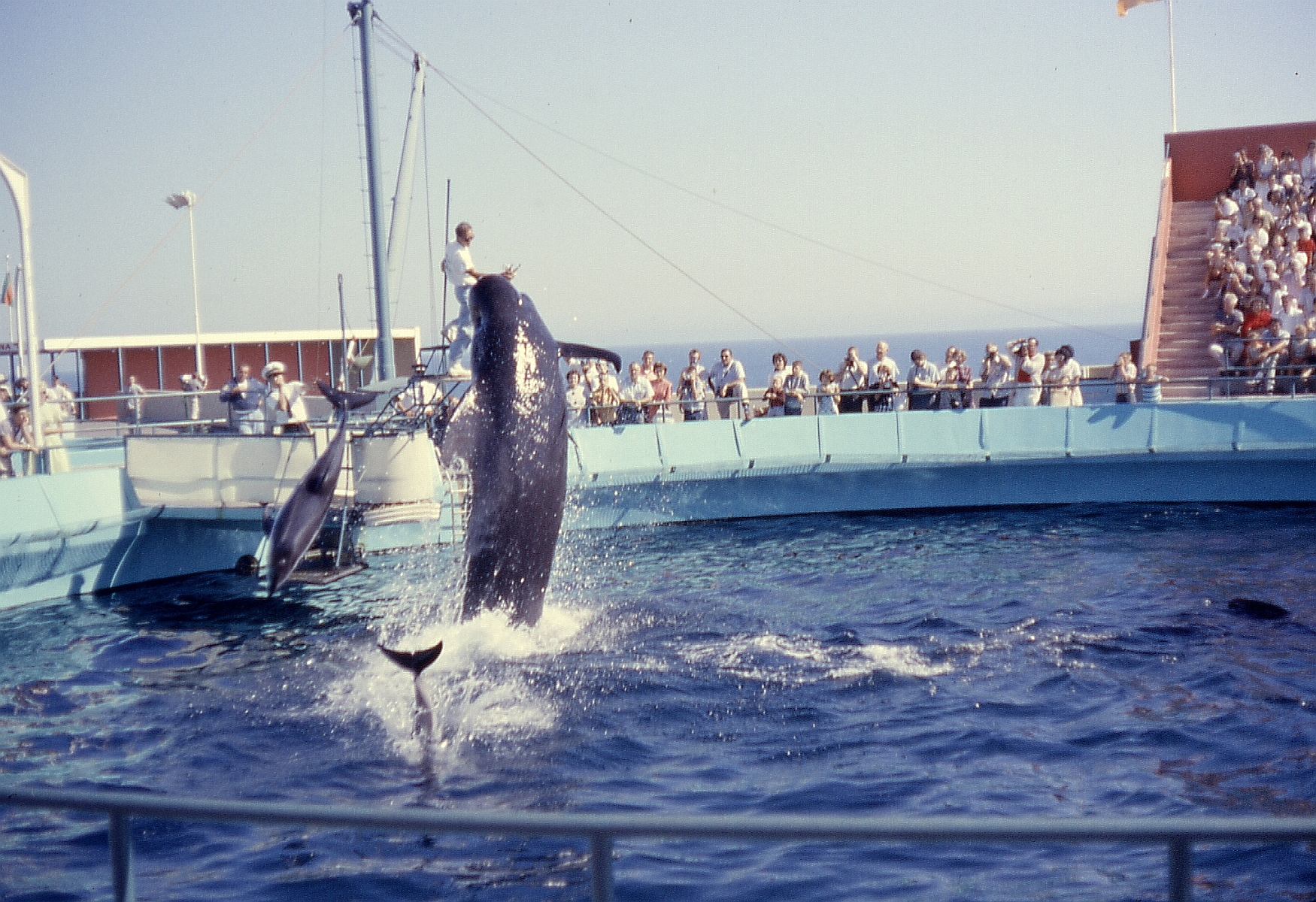